# Le Clos du Valle
Le Clos du Valle ist eine Halbinsel, die den Nordosten der Kanalinsel Guernsey bildet. Bis 1806 war Le Clos du Valle eine Gezeiteninsel, die von der eigentlichen Insel Guernsey durch den Gezeitenkanal La Braye du Valle getrennt war. Dieser Priel wurde 1806 von der britischen Regierung zu Verteidigungszwecken (gegen Frankreich) zugeschüttet, womit die Gezeiteninsel zur Halbinsel wurde. Die Halbinsel bildet den größeren Teil der beiden Gebietsteile der Gemeinde (parish) Vale. Der kleinere Gebietsteil der Gemeinde südwestlich der Halbinsel besteht aus den Bezirken Pleinhaume und Vingtaine de l’Epine, während sich Le Clos du Valle in L’Ancresse Common und Bordeaux gliedert. Die beiden Gebietsteile sind voneinander getrennt durch das Gebiet der Gemeinde Saint Sampson, dessen nördliche Grenze der frühere La Braye du Valle bildet.
Die Halbinsel ist maximal 4,3 km breit, an der engsten Stelle, dem früheren Verlauf des La Braye du Valle, jedoch nur 2,1 km. Die Länge beträgt 3,2 km, und die Flächenausdehnung rund sieben Quadratkilometer.